# The Good Life (Britse televisieserie)
The Good Life is een Britse komedieserie. In Nederland en Vlaanderen is deze serie ook bekend onder de titel Terug naar de natuur. De serie liep tussen 1975 en 1978 op de BBC en werd in Nederland door de Vara uitgezonden. De serie is geschreven door Bob Larbey and John Esmonde.

## Verhaal
De komedie draait om het echtpaar Tom (Richard Briers) en Barbara Good (Felicity Kendal) die in het plaatsje Surbiton wonen. Tom is veertig geworden en beseft dat zijn leven anders moet. Wat heeft het voor zin om nog jaren plastic speelgoed te ontwerpen als lokkertje voor dozen met ontbijtgranen? Tom besluit zijn baan als technisch ontwerper op te zeggen en kiest voor een eenvoudig en zelfvoorzienend leven. Zijn vrouw Barbara steunt hem. Aangezien het huis is afbetaald, zijn er geen zorgen rond de hypotheek, maar er moet wel eten op tafel komen. Dus verbouwen Tom en Barbara hun eigen groente en fruit in de tuin van hun huis, houden dieren, en maken hun eigen gereedschap. Ze proberen zelfs hun eigen kleren te vervaardigen. Tom is erg vindingrijk, hoewel niet altijd even handig, maar hij slaagt er wel in om elektriciteit te winnen uit methaan.
Ondanks het feit dat ze proberen om vrijwel niets te kopen, zit het echtpaar regelmatig in financiële problemen. Alle activiteiten van de Goods om terug naar de natuur te gaan, hebben ook hun effect op de buren, Jerry en Margo Leadbetter. Tom en Barbara zijn bevriend met de buren, maar de overstap naar het natuurleven vereist wel het nodige van de Leadbetters. Met name de snobistische Margo ligt regelmatig overhoop met Tom als die weer eens bezig is met een nieuwe poging om het stadsleven uit te bannen. Jerry heeft het er minder moeilijk mee, al wil hij voor geen goud met Tom en Barbara ruilen. Hij lijdt meer onder de overheersende Margo die hem nauwelijks toestaat om lekker op de bank te liggen met een flutboekje.
De rol van de dominante en snobistische buurvrouw Margo (gespeeld door Penelope Keith), droeg in grote mate bij tot het succes van de serie. Het middenklasse-conservatisme van Margo doet sterk denken aan de politieke denkbeelden van Margaret Thatcher. Het zorgde voor het nodige contrast met de nuchtere en pretentieloze houding van Tom en Barbara. Penelope Keith kreeg voor haar rol van Margo een BAFTA TV Award for Best Entertainment Performance, in 1977. Later kreeg de actrice ook een lintje van het Britse Koningshuis.

## Productie
“The Good Life” werd speciaal geschreven met Briers in het achterhoofd voor de rol van Tom Good. Briers had in Engeland al meegespeeld in andere tv-producties en was erg populair vanwege zijn hoofdrol in “Marriage Lines” waarin ook Prunella Scales meespeelde. De rest van de casting was nog open. Zo was aanvankelijke Peter Bowles geselecteerd voor de rol van Jerry Leadbetter. Hij bedankte echter omdat hij vast zat aan een andere productie. Later zou hij toch de aanstaande van Penelope Keith spelen in To the Manor Born. Laatstgenoemde werd samen met Paul Eddington gecast als Margo en Jerry, de buurtjes van de Goods. Aanvankelijk was de rol van de Leadbetters kleiner, maar al snel zag het schrijversduo dat juist de confrontatie tussen de conventionele Leadbetters en de hippie-achtige Goods betere plots opleverden.
De serie werd opgenomen in Northwood, een buitenwijk van Londen. Het huis van Tom en Barbara werd na de filmopnames weer opgeleverd in de oude staat nadat alle dieren en moestuinen weer waren verwijderd. De hele ‘veestapel’ bestond uit kippen, de haan Lenin, de varkens Pinky en Perky, en de geit Geraldine.

## Rolverdeling
- Richard Briers: Tom Good
- Felicity Kendal: Barbara Good
- Penelope Keith: Margo Leadbetter
- Paul Eddington: Jeremy Leadbetter